# Сендеа-де-Ольса
Сендеа-де-Ольса, Ольца-Сендеа (ісп. Cendea de Olza, баск. Oltza Zendea) — муніципалітет в Іспанії, у складі автономної спільноти Наварра. Населення — 1576 осіб (2009).
Муніципалітет розташований на відстані близько 310 км на північний схід від Мадрида, 10 км на захід від Памплони.
На території муніципалітету розташовані такі населені пункти: (дані про населення за 2009 рік)
- Арасурі: 393 особи
- Артаскос: 27 осіб
- Асіайн: 150 осіб
- Іберо: 196 осіб
- Іскуе: 70 осіб
- Ісу: 34 особи
- Лісасоайн: 80 осіб
- Ольса: 53 особи
- Орорбія: 573 особи

## Демографія
Динаміка населення (INE ):

## Галерея зображень

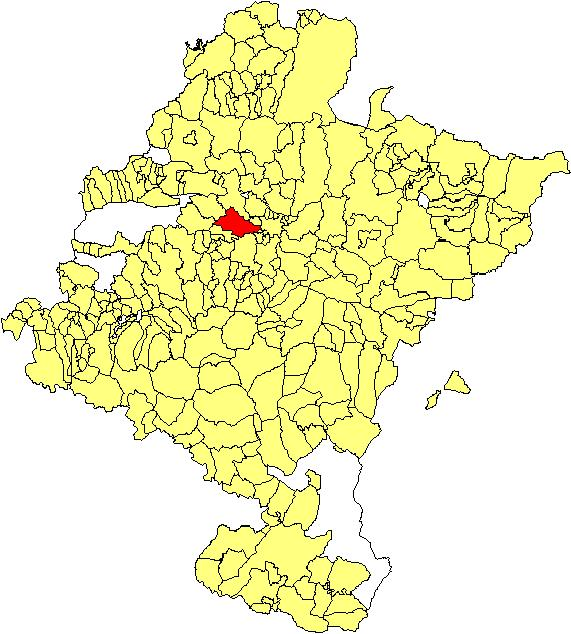
Розташування муніципалітету